# Distrito electoral de Jacksonville n.º 8
Jacksonville No. 8 (en inglés: Jacksonville No. 8 Precinct) es un distrito electoral ubicado en el condado de Morgan en el estado estadounidense de Illinois. En el Censo de 2010 tenía una población de 827 habitantes y una densidad poblacional de 1.267,09 personas por km².

## Geografía
Según la Oficina del Censo de los Estados Unidos, tiene una superficie total de 0.65 km², de la cual 0.65 km² corresponden a tierra firme y (0%) 0 km² es agua.

## Demografía
Según el censo de 2010, había 827 personas residiendo. La densidad de población era de 1.267,09 hab./km². De los 827 habitantes, estaba compuesto por el 85.61% blancos, el 10.28% eran afroamericanos, el 0.73% eran amerindios, el 0.48% eran asiáticos, el 0% eran isleños del Pacífico, el 0.24% eran de otras razas y el 2.66% pertenecían a dos o más razas. Del total de la población el 1.09% eran hispanos o latinos de cualquier raza.